# Roquefort, Landes
Roquefort là một xã, thuộc tỉnh Landes trong vùng Nouvelle-Aquitaine. Xã này có diện tích 12,12 km², dân số năm 2006 là 1903 người. Xã này nằm ở khu vực có độ cao từ 49-95 mét trên mực nước biển.

## Biến động dân số
| Năm | 1962  | 1968  | 1975  | 1982  | 1990  | 1999  | 2006  |
| --- | ----- | ----- | ----- | ----- | ----- | ----- | ----- |
| Dân số | 2 108 | 2 170 | 2 112 | 1 828 | 1 821 | 1 894 | 1 903 |
| From the year 1962 on: No double counting—residents of multiple communes (e.g. students and military personnel) are counted only once. |       |       |       |       |       |       |       |